# 富山県道366号西大森前沢線
富山県道366号西大森前沢線（とやまけんどう366ごう にしおおもりまえざわせん）は、富山県中新川郡立山町内を通る一般県道である。

## 概要

### 路線データ
- 起点：富山県中新川郡立山町西大森441番[1]（富山県道68号富山外郭環状線・富山県道162号西大森寺坪線交点）
- 終点：富山県中新川郡立山町前沢字松生3151番11[1]（富山県道15号立山水橋線交点）
- 延長：2,688.4m[1]

## 歴史
- 1993年（平成5年）4月1日 - 県道の路線認定[2]
  - 路線名：一般県道366号西大森五百石線
  - 起点：富山県中新川郡立山町西大森
  - 終点：富山県中新川郡立山町五百石
  - 延長：2,790m
- 2010年（平成22年）5月26日
  - 県道の路線認定の一部改正[1]
    - 路線名：一般県道366号西大森前沢線
    - 起点：富山県中新川郡立山町西大森
    - 終点：富山県中新川郡立山町前沢

  - 道路区域の決定[1]道路の供用開始[1]

富山県中新川郡立山町西大森441番 から
富山県中新川郡立山町前沢字松生3151番11 まで（延長：2,688.4m）

## 地理

### 通過する自治体
- 富山県
中新川郡立山町

### 交差する道路
- 富山県道68号富山外郭環状線・富山県道162号西大森寺坪線（起点：西大森交差点）
- 富山県道161号岩峅寺大石原水橋線（東大森交差点 - 大清水交差点に重複）
- 富山県道15号立山水橋線（終点：前沢交差点）

### 沿線
- 富山地方鉄道立山線 榎町駅
- 立山町立雄山中学校
- 立山町立立山中央小学校
- 大森郵便局
- 常願寺川